# مارک آوامره
مارک آوامره (استونیایی: Marek Avamere؛ زادهٔ ۲۶ ژانویهٔ ۱۹۷۰) قایقران روئینگ اهل استونی است. وی در بازی‌های المپیک تابستانی ۱۹۹۲ شرکت کرده است.